# Audilio Aguilar
Audilio Aguilar Aguilar (ur. 4 sierpnia 1963 w Cañazas) – panamski duchowny katolicki, biskup diecezjalny Colón-Kuna Yala w latach 2005-2013 i Santiago de Veraguas od 2013.

## Życiorys
Święcenia kapłańskie otrzymał 4 sierpnia 1990 i został inkardynowany do diecezji Santiago de Veraguas. Był m.in. wykładowcą seminarium w stołecznym mieście, proboszczem kilku parafii, podsekretarzem generalnym Konferencji Episkopatu Panamy, a także kanclerzem kurii diecezjalnej.
18 czerwca 2005 papież Benedykt XVI mianował go biskupem diecezjalnym Colón-Kuna Yala. 6 sierpnia 2005 z rąk arcybiskupa Giambattisty Diquattro przyjął sakrę biskupią. 30 kwietnia 2013 papież Franciszek mianował go biskupem diecezjalnym Santiago de Veraguas. Ingres odbył się 30 czerwca 2013.
W latach 2010–2016 pełnił funkcję wiceprzewodniczącego panamskiej Konferencji Episkopatu.